# Бістра (комуна, Алба)
Бістра (рум. Bistra) — комуна у повіті Алба в Румунії. До складу комуни входять такі села (дані про населення за 2002 рік):
- Аронешть (13 осіб)
- Белешть (36 осіб)
- Белешть-Кетун (82 особи)
- Бирлешть (59 осіб)
- Бістра (1955 осіб) — адміністративний центр комуни
- Вирші-Ронту (30 осіб)
- Виршій-Марі (12 осіб)
- Виршій-Міч (68 осіб)
- Генешть (103 особи)
- Гирде (399 осіб)
- Димбурень (68 осіб)
- Дурешть (73 особи)
- Дялу-Мунтелуй (98 осіб)
- Келетень (12 осіб)
- Крецешть (215 осіб)
- Лунка-Ларге (123 особи)
- Лунка-Мерілор (153 особи)
- Ліпая (156 осіб)
- Міхеєшть (46 осіб)
- Немаш (69 осіб)
- Новечешть (41 особа)
- Пержешть (15 осіб)
- Пою (25 осіб)
- Пояна (84 особи)
- Ретітіш (93 особи)
- Рункурі (17 осіб)
- Селеджешть (48 осіб)
- Толечешть (20 осіб)
- Томнатек (17 осіб)
- Трішорешть (105 осіб)
- Ходішешть (326 осіб)
- Худрічешть (122 особи)
- Церенешть (76 осіб)
- Чулдешть (269 осіб)
- Штефанка (38 осіб)

Комуна розташована на відстані 317 км на північний захід від Бухареста, 49 км на північний захід від Алба-Юлії, 58 км на південний захід від Клуж-Напоки.

## Населення
За даними перепису населення 2002 року у комуні проживали 5066 осіб.
Національний склад населення комуни:
| Національність | Кількість осіб | Відсоток |
| -------------- | -------------- | -------- |
| румуни         | 5045           | 99,6%    |
| цигани         | 20             | 0,4%     |
| італійці       | 1              | < 0,1%   |

Рідною мовою назвали:
| Мова       | Кількість осіб | Відсоток |
| ---------- | -------------- | -------- |
| румунська  | 5065           | > 99,9%  |
| італійська | 1              | < 0,1%   |

Склад населення комуни за віросповіданням:
| Релігія            | Кількість осіб | Відсоток |
| ------------------ | -------------- | -------- |
| православні        | 4960           | 97,9%    |
| греко-католики     | 74             | 1,5%     |
| баптисти           | 14             | 0,3%     |
| адвентисти         | 3              | 0,1%     |
| римо-католики      | 1              | < 0,1%   |
| не релігійні       | 1              | < 0,1%   |
| атеїсти            | 1              | < 0,1%   |
| не вказали релігію | 1              | < 0,1%   |

## Зовнішні посилання
- Дані про комуну Бістра на сайті Ghidul Primăriilor [Архівовано 14 травня 2012 у Wayback Machine.]